# Loch Achray
Loch Achray es un pequeño lago de agua dulce situado aproximadamente a 11 km al oeste de Callander, en el distrito de Stirling, Escocia.
El lago se encuentra entre el Loch Katrine y el Loch Venachar, en el corazón de los Trossachs, y tiene una profundidad media de 11 metros.

## Historia
Durante un tiempo, el Loch Achray fue el hogar de James «Beag» Stewart (c.1410–1470) de Baldorran, hijo de James Mor Stewart (conocido como «James el Gordo»), quien se exilió en Irlanda cuando su padre, Murdoch Stewart, duque de Albany, fue ejecutado por traición por orden de Jacobo I de Escocia en 1425. James el Gordo nunca regresó a Escocia ni heredó las propiedades de Albany, pero James «Beag» Stewart obtuvo el perdón real y pudo regresar. Es el ancestro de los Stewart de Ardvorlich en la orilla del Loch Earn, cuya historia familiar fue narrada por Walter Scott en A Legend of Montrose.

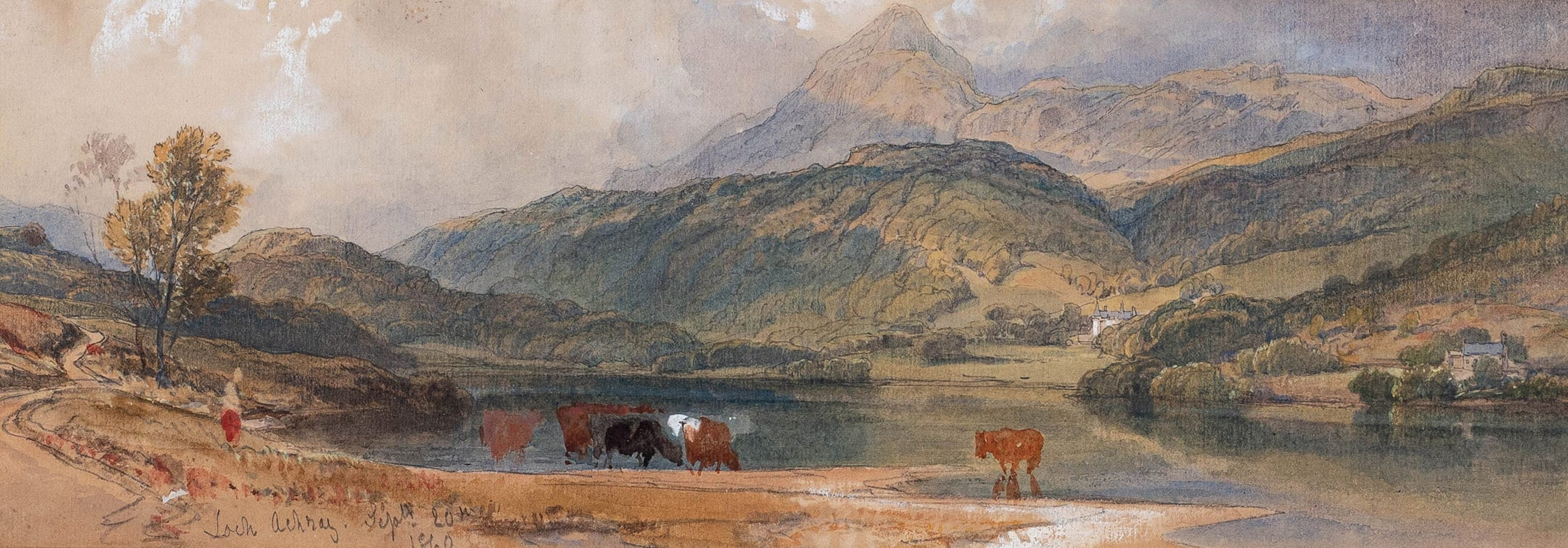
Loch Achray (1860) por William Leighton Leitch.

Stewart tenía un pequeño pabellón de caza en la isla situada en el extremo oeste del Loch Achray, «al que recurría en caso de emergencia como lugar seguro». Alexander Campbell, escribiendo en 1812, narra la siguiente historia:
Sucedió que un grupo de Campbells de Argyleshire hizo una excursión a los bosques reales de Glenartney y Glensinglais, de los que él [Stewart] era guardabosques, y mataron gran cantidad de ciervos y corzos sin siquiera pedir permiso a James el Pequeño. Cansados de la caza, se toparon con James justo frente a la pequeña isla donde tenía su cabaña, y le preguntaron qué urraca había hecho su nido en aquella isla. Él respondió: «Una que ha despreciado a toda clase de halcones codiciosos, de dondequiera que vengan». Los cazadores replicaron: «Dile a la urraca de nuestra parte que estamos tan dispuestos a cazar como a cetrerear por los alrededores de su nido. Pronto volveremos por aquí, y puede que nuestros halcones le hagan cambiar de opinión sobre su destreza para atrapar presas». James, algo picado por la amenaza, replicó con ironía: «Puede suceder también que esta parlanchina urraca, cuando vea acercarse a los halcones, convoque a los halcones autóctonos de estas montañas y glens, y tal vez éstos no permitan a ningún extraño infringir sus libertades, al menos en el rango que ellos y sus ancestros han custodiado durante siglos». Así se despidieron. En su momento, los Campbells cumplieron su promesa; y James, tras reunir a su gente de los valles bajo su influencia, les recibió con tal intensidad que pocos volvieron para contar cómo fue la jornada de cetrería.»

## Ocio
La orilla sur del lago está arbolada y bien dotada de caminos forestales y pistas forestales. El lago es popular entre los pescadores, especialmente los que buscan trucha común. Loch Achray es conocido por su entorno protegido, que da lugar a aguas tranquilas con reflejos espectaculares del bosque al sur, las montañas al norte y los majestuosos riscos de Ben Venue al oeste. En la orilla sur hay un camping gestionado por el Parque nacional Loch Lomond y los Trossachs.